# Knipolegus poecilocercus
Knipolegus poecilocercus là một loài chim trong họ Tyrannidae.